# Cerithideopsis costata
Cerithideopsis costata is een slakkensoort uit de familie van de Potamididae. De wetenschappelijke naam van de soort is voor het eerst geldig gepubliceerd in 1778 door da Costa als Strombiformis costatus.